# Nososticta rosea
Nososticta rosea – gatunek ważki z rodziny pióronogowatych (Platycnemididae).